# Hans-Sahl-Preis

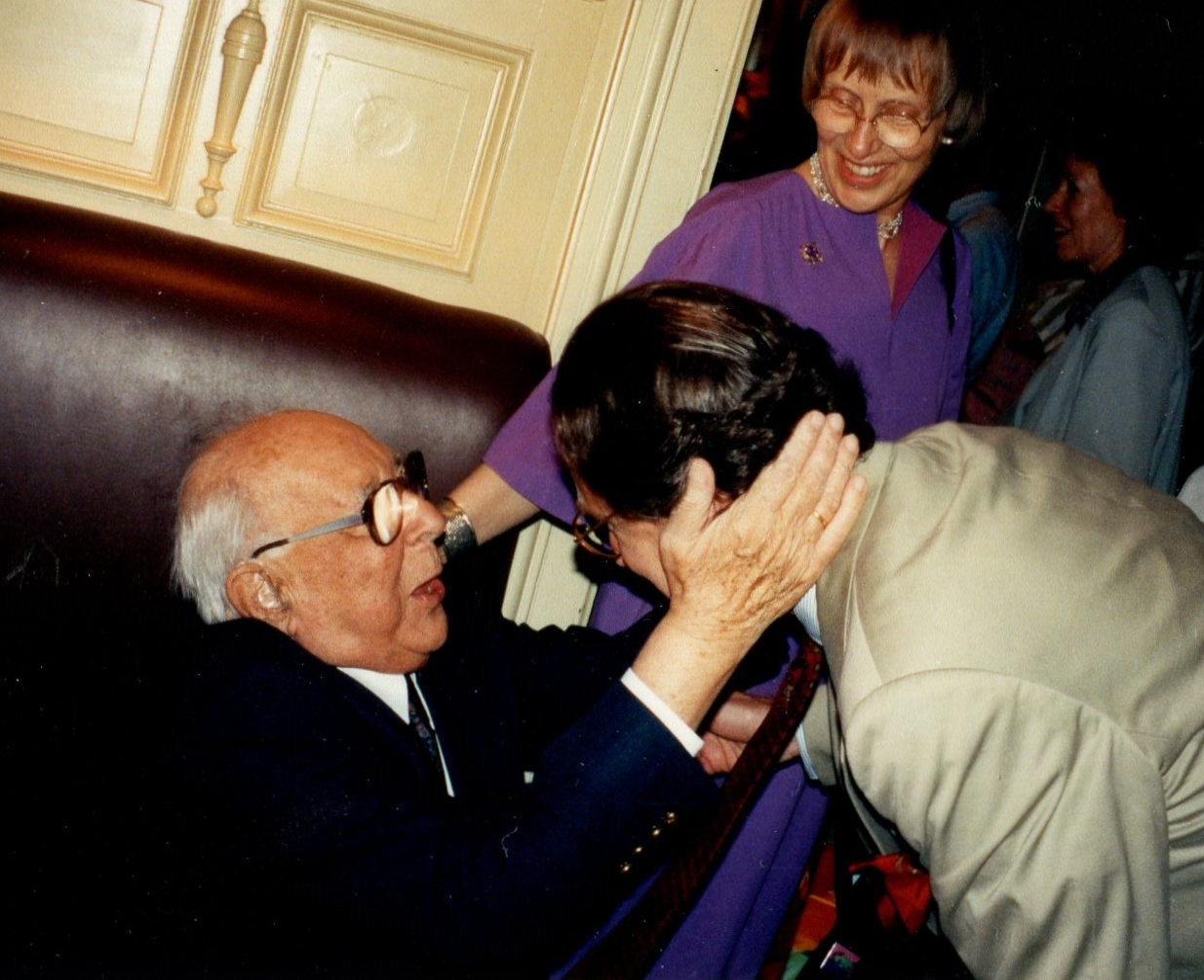
Hans Sahl vor einer Lesung im Literaturhaus Hamburg

Der Hans-Sahl-Preis ist ein internationaler Literaturpreis, der seit 1995 vom Autorenkreis der Bundesrepublik – Forum für Literatur und Politik verliehen wurde. Im Sinne des namensgebenden Emigranten Hans Sahl sollen parteipolitisch unabhängige Schriftsteller von antitotalitärer und liberaler Gesinnung ausgezeichnet werden, für ein Gesamtwerk, das „für die Freiheit des Wortes eintritt und sich von Ideologie absetzt“. Die Dotierung beträgt 10.000 Euro. Zurzeit (Stand 2018) sucht der Autorenkreis der Bundesrepublik nach Sponsoren, um den Hans-Sahl-Preis wieder vergeben zu können.

## Preisträger
- 1995: Hans Joachim Schädlich
- 1996: Günter Kunert
- 1997: Anja Lundholm
- 1998: Edgar Hilsenrath
- 1999: Jürgen Fuchs (postum)
- 2000: Henryk Bereska
- 2001: Reiner Kunze
- 2002: Imre Kertész
- 2003: Václav Havel